# Carl Georg Johannes Petersen
Carl Georg Johannes Petersen (24 octobre 1860 – 11 mai 1928) était un biologiste de la vie marine d'origine danoise, ayant travaillé plus particulièrement sur l’ichtyologie. Il a été le premier à décrire les communautés benthiques d'invertébrés marins. Il est souvent considéré comme un des fondateurs des recherches modernes sur les poissons. En effet, il a été le premier à utiliser la méthode de capture marquage recapture qu'il a mobilisée pour estimer la taille d'une population de plie,. La méthode Lincoln-Petersen, aussi connu sous le nom d'index de Petersen-Lincoln, tire son nom de lui.
C. G. J. Petersen a étudié l'histoire naturelle à l'université de Copenhague sous la direction du professeur Japetus Steenstrup. Il a participé à des expéditions de 1883 à 1886 et échantillonné de la faune benthiques des eaux danoises. En 1889, il a co-fondé l'entreprise Dansk biologisk Station, qui était un laboratoire mobile dans un ancien navire de transport maritime qui mouillait dans nouvel emplacement à chaque printemps et était ancré pour l'été. Ses recherches se sont principalement orientées vers la compréhension de l'écologie – moins sur l'écologie de l'alimentation - et sur la distribution des espèces de poissons. Il a ainsi posé les fondements d'une politique de pêche basée sur des preuves concrètes. Néanmoins, aujourd'hui, il est principalement connu pour son importante contribution dans le développement de la notion de communauté benthique marine.

## Sélection de travaux scientifiques
- Petersen, C.G.J. (ed.) Det videnskabelige Udbytte af Kanonbaaden "Hauchs" Togter i de Danske Have indenfor Skagen i Aarene 1883-1886. 5 bind og atlas, Copenhague, 1889-1893.
- Petersen, C. G. J. (1896). « The Yearly Immigration of Young Plaice Into the Limfjord From the German Sea », Report of the Danish Biological Station (1895), 6, 5–84.